# Ericeia albangula
Ericeia albangula là một loài bướm đêm trong họ Erebidae.